# 45 Pułk Zmechanizowany
45 Pułk Zmechanizowany (45 pz) – oddział zmechanizowany Sił Zbrojnych PRL.
Pułk sformowany został w garnizonie Siedlce na bazie 45 pułku piechoty. Wchodził w skład 3 Pomorskiej Dywizji Zmechanizowanej im. Romualda Traugutta. W 1988 jednostka przeformowana została w 45 Ośrodek Materiałowo-Techniczny.

## Skład (lata 80. XX w)

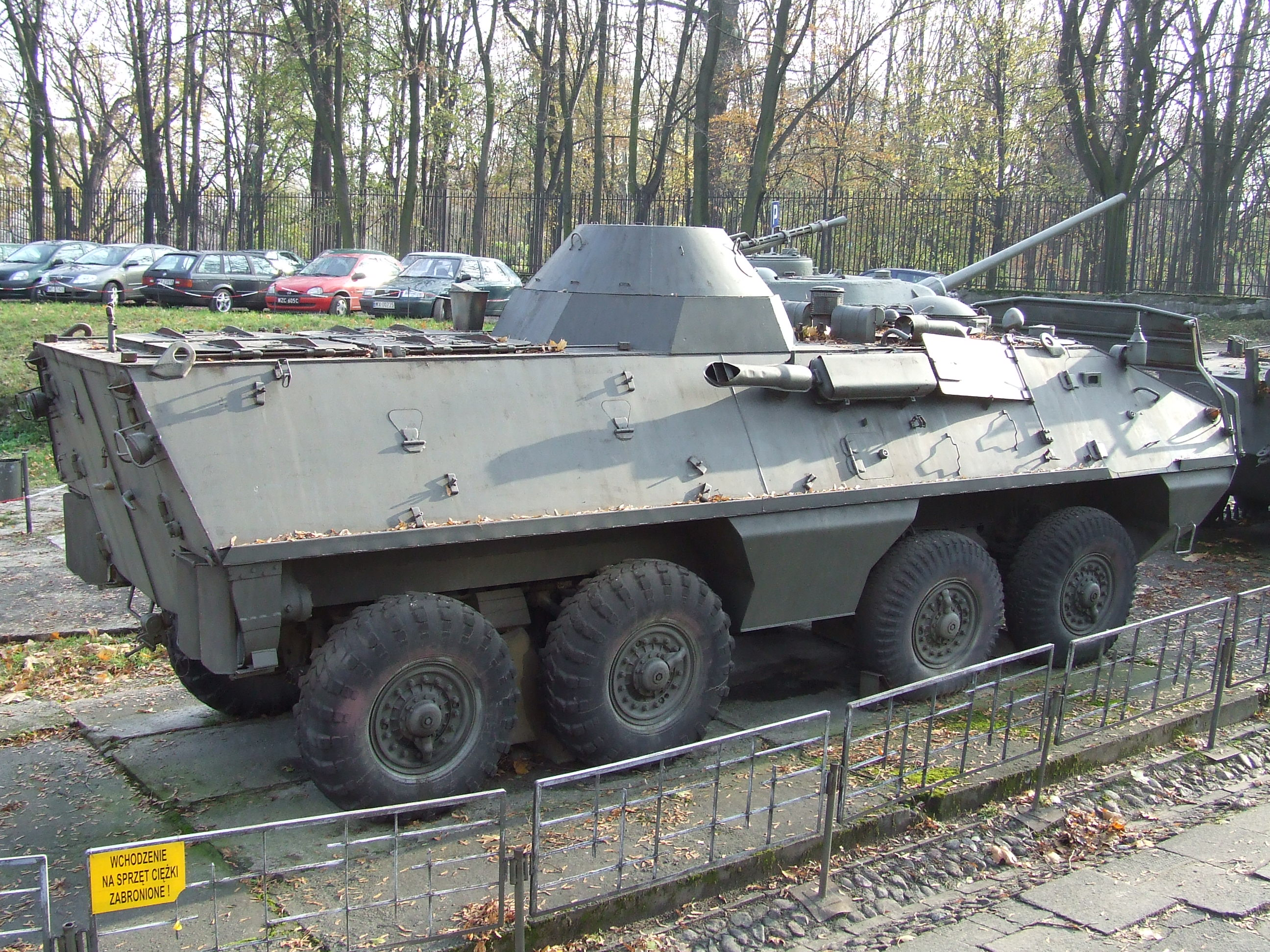
Podstawowy transporter pułku SKOT 2A

- Dowództwo i sztab
  - 3 x bataliony zmechanizowane
    - 3 x kompanie zmechanizowane
    - bateria moździerzy 120mm
    - pluton plot
    - pluton łączności

  - batalion czołgów
    - 3 kompanie czołgów
    - pluton łączności

  - kompania rozpoznawcza
  - bateria haubic 122mm
  - bateria ppanc
  - kompania saperów
  - bateria plot
  - kompania łączności
  - kompania zaopatrzenia
  - kompania remontowa
  - kompania medyczna
  - pluton chemiczny
  - pluton ochrony i regulacji ruchu